# 景德王
景德王（？—765年）；姓金名憲英，是新罗第三十五代君主，圣德王第四子，孝成王同母弟。在位二十四年，諡景德，太子乾運時年八歲即位，是为惠恭王，太后攝政，葬景德王于毛祇寺西南。

## 后妃
- 滿月夫人金氏——舒弗邯金義忠之女，二年[唐天寶三年]二月納爲妃